# Cumbiana
Cumbiana (subtitulado como Música del cielo, del agua y de la tierra) es el decimosexto álbum de estudio del cantante colombiano Carlos Vives, lanzado el 22 de mayo de 2020, a través de Sony Music Latin. Fue producido por Carlos Vives, Andrés Leal y Martín Velilla, y cuenta con colaboraciones de Jessie Reyez, Alejandro Sanz, Ziggy Marley, Elkin Robinson y Rubén Blades.
El álbum fue acompañado por un documental titulado El Mundo Perdido de Cumbiana, lanzado el 20 de julio de 2020, así como un libro titulado Cumbiana, Relatos de un Mundo Perdido, este último fue escrito por Vives junto al historiador Guillermo Barreto y lanzado el 30 de diciembre de 2020, ambos proyectos exploran los orígenes de la cumbia siguiendo la temática del álbum.
En la 21ª Entrega Anual del Grammy Latino, el álbum fue nominado al Premio Grammy Latino al Álbum del Año y ganó el Premio Grammy Latino al Mejor Álbum Tropical Contemporáneo, siendo la quinta victoria de Vives en la categoría, además, "For Sale" fue nominada a Canción del Año, "Canción para Rubén" ganó el premio a Mejor Canción Tropical y el documental ganó el premio a Mejor Video Musical de Formato Largo. El álbum también fue reconocido en los Premios Nuestra Tierra de 2021, otorgados para destacar la música colombiana, entre las once nominaciones que recibió Vives, el álbum fue nominado a Álbum del Año mientras que la canción que da título al disco fue nominada a Canción del Año y ganó como Mejor Canción Folclórica.

## Antecedentes
El álbum fue grabado en varios estudios de Estados Unidos, Reino Unido, España y Colombia. Explora el género de la cumbia así como su historia, según Vives, es un homenaje a los pueblos indígenas de Colombia y su riqueza musical, él ha dicho que "siempre hemos pensado que la alegría de nuestra música viene de nuestros ancestros africanos, pero en realidad, nuestros pueblos indígenas son los que han traído esa exuberancia a la música latina". A saber, el tema que da título al disco está dedicado a la ciudad de Santa Marta en Colombia por su importancia para la música del país, Vives dijo que "tenemos que estar agradecidos con la Ciénaga Grande de Santa Marta, que es la cuna de muchos artistas, de nuestra cultura". El nombre del álbum es un término creado por Vives para referirse a los lugares donde se originó el género como los Montes de María, la Ciénaga de Lorica y las Sabanas de Bolívar, entre otros.

## Sencillos
El primer sencillo del álbum fue "No Te Vayas", lanzado el 5 de marzo de 2020, mientras que el segundo sencillo fue "For Sale", una colaboración con el cantante español Alejandro Sanz, lanzado el 19 de mayo de 2020. Tras el lanzamiento del álbum, el tema "Cumbiana" fue lanzado como tercer sencillo el 15 de octubre de 2020."No Te Vayas" y "Cumbiana" alcanzaron los números 2 y 12 en la lista Tropical Songs respectivamente, además, esta última canción tuvo éxito en Panamá, debutando en el número uno y pasando cinco semanas en la primera posición de la lista.

## Lista de canciones
| Cumbiana track listing |                                               |                                               |          |  |
| N.º                    | Título                                        | Productore(s)                                 | Duración |  |
| 1.                     | «Hechizera» (con Jessie Reyez)                | Carlos Vives Andrés Leal Martin Velilla       | 3:36     |  |
| 2.                     | «No Te Vayas»                                 | Vives Leal Velilla                            | 3:45     |  |
| 3.                     | «For Sale» (con Alejandro Sanz)               | Vives Leal Velilla Alfonso Perez Chris Hierro | 3:36     |  |
| 4.                     | «El Hilo» (con Ziggy Marley & Elkin Robinson) | Vives Leal Velilla                            | 3:48     |  |
| 5.                     | «Canción para Rubén» (con Rubén Blades)       | Vives Leal Velilla                            | 4:10     |  |
| 6.                     | «Vitamina en Rama»                            | Vives Leal Velilla                            | 3:32     |  |
| 7.                     | «Los Consejos del Difunto»                    | Vives Leal Velilla                            | 3:30     |  |
| 8.                     | «Rapsodia en La Mayor (para Elena)»           | Vives Leal Velilla                            | 4:01     |  |
| 9.                     | «Cumbiana»                                    | Vives Leal Velilla                            | 3:57     |  |
| 10.                    | «Zhigonehzi»                                  | Vives Leal Velilla                            | 4:01     |  |
| 38:00                  |                                               |                                               |          |  |

## Posicionamiento en listas
| Listas (2020)                     | Mejor posición |
| --------------------------------- | -------------- |
| Estados Unidos (Latin Pop Albums) | 9              |
| Estados Unidos (Tropical Albums)  | 9              |